# Johnny O'Clock
Johnny O'Clock är en amerikansk kriminalfilm från 1947 med manus och regi av Robert Rossen. Det var Rossens första film som regissör efter att ha skrivit flera filmmanus. Filmen utspelas vid ett kasino i New York.

## Rollista
- Dick Powell - Johnny O'Clock
- Evelyn Keyes - Nancy Hobson
- Lee J. Cobb - inspektör Koch
- Ellen Drew - Nelle Marchettis
- Nina Foch - Harriet Hobson
- Thomas Gomez - Guido Marchettis
- John Kellogg - Charlie
- Jim Bannon - Chuck
- Phil Borwn - Phil, hotallanställd